# 阿里瑪
阿里瑪，滿洲旗人，清初驍將，膂力過人，入关後因其行不法被順治帝下令誅殺。

## 簡介
阿里瑪是清初之人，素以驍勇聞名，頗有戰功。他能自握其發足懸於地，又能舉起盛京實勝寺重量超過千斤的石獅。清朝入关后，因阿里玛行为多有不法，顺治帝想将其正法，可又怕不能制服，于是找来武勇仅亚于阿里玛的巴图鲁占，命其前往擒之。占与随从数人到了阿里玛的府邸，在谈话间占突然偷袭，握住阿里玛的手指，阿里玛反将占掷于屋外，怒道：“汝等何人，乃敢与吾斗勇耶？”占遂将圣意转告阿里玛。阿里玛一听是皇帝的旨意，笑言：“好男儿安惜死为？何须用绐计也！”于是受缚。坐囚车行至宣武门（当时宣武门菜市口是处斩犯人的地方，也是汉官汉民的聚居地），阿里玛不希望汉人看见他受刑，便勾住城门要求在宣武门内受死。巴图鲁占与刽子手没有办法，只得听从阿里玛。阿里玛遂在宣武门内伏诛。

## 其他
满学家金启孮先生认为阿里玛所谓的“行为不法”并不是什么扰民事件，而是不听清政府的话。另外，阿里玛的性格很有代表性，在顺治年间的满族下层军人中是很普遍的。